# المعازب (القفر)

تعديل مصدري - تعديل

المعازب محلة تابعة لقرية مدحج السافل، التابعة لعزلة مدحجين بمديرية القفر إحدى مديريات محافظة إب في الجمهورية اليمنية، بلغ تعداد سكانها 41 حسب تعداد اليمن لعام 2004.